# Theo Gantner
Theo Gantner (* 6. Januar 1931 in Flums; † 11. März 2021 in Muttenz) war ein Schweizer Volkskundler.

## Leben
Nach der Schule in Flums SG absolvierte Theo Gantner die Sekundarlehramtsschule in St. Gallen. Zwischen 1950 und 1963 unterrichtete er an verschiedenen Schulen in der Region Basel, ab 1958 in Muttenz. Ab 1961 studierte er Volkskunde, Ethnologie und Soziologie an der Universität Basel und Universität Tübingen. 1963 trat er an der Universität Basel in die Abteilung Europa ein und assistierte den aus Walenstadt stammenden Robert Wildhaber. Schliesslich wurde er in Basel mit der Dissertation Volkskundliche Probleme einer konfessionellen Minderheit: dargestellt an der römisch-katholischen Diaspora der Stadt Basel (1969) zum Dr. phil. promoviert. Von 1968 bis 1996 leitete er das Schweizerische Museum für Volkskunde in Basel. Gleichzeitig wirkte er als Lektor an der Universität Basel.
Gemeinschaft und Gruppe bildeten eines seiner Forschungsschwerpunkte. Hieraus entstanden Ausstellungen und Publikationen zu Freimaurern, Service-Clubs (Gantner war Mitglied des Rotary Clubs Muttenz), Jugendvereinen, Handwerksgesellen, zum Couleurstudententum sowie zu Gewerkschaften.  Im Weiteren zu nennen ist seine Forschung zu populären Bildmedien (Wandschmuck, Kalenderillustrationen, Darstellung von Festumzügen) sowie allgemein die religiöse Volkskunde. Als erster Museumsleiter in der Region Basel legte er vorerst mit einfachen Mitteln eine digitale Sammlungsdatenbank an. Unter seiner Leitung entstand das Gantner System zur digitalen Sammlungsverwaltung, welches später von anderen Museen übernommen wurde.
Gantner war verheiratet und hatte eine Tochter und einen Sohn.

## Schriften (Auswahl)
- Volkskundliche Probleme einer konfessionellen Minderheit, dargestellt an der römisch-katholischen Diaspora der Stadt. Dissertation. H. Schellenberg, Basel/Winterthur 1970.
- Freimaurer. Ausstellungskatalog, Schweizerisches Museum für Volkskunde. Basel 1984.